# Risto Kiiskilä
Risto Kiiskilä (6. Dan, Shōtōkan) (* 4. Mai 1947 in Lahti/Finnland) ist ein deutscher Betriebswirt und Karateka finnischer Herkunft.

## Leben
Kiiskilä kam nach dem Militärdienst als Offizier beim finnischen Jägerbataillon über einen Studienaustausch nach Deutschland. Als Schüler und Soldat war er im Skilanglauf und Schwimmen sowie militärischem Dreikampf (Schwimmen, Schießen, Laufen) aktiv gewesen. Er wandte sich dann dem Karatesport zu. Kiiskilä studierte Betriebswirtschaft in Frankfurt und war in der Importabteilung eines Handelsunternehmens halbtags tätig, bevor er Karate zu seinem Hauptberuf machte. Er war unter Hideo Ochi 7 Jahre in der deutschen Nationalmannschaft, wurde 1977–1979 jeweils Deutscher Meister und war 1975–1977 zweifacher Vizeweltmeister in der Mannschaftswertung. Er trainiert und coacht nach wie vor auch Spitzensportler. Kiiskilä verknüpft bei seinen Lehrgängen kulturelle und sportliche Aspekte. Die gegenwärtige Ausrichtung der Kata auf kleine und wendige Sportler sieht er eher kritisch, Kata sollte auf das Kumite mit vorbereiten.
1985 gründete der als formal streng geltende Trainer (Spitzname Mr. Hüfte) eine eigene Karateschule in Frankfurt am Main. Als deutschsprachiger Finne war er bereits vor 1989 als Trainer und Prüfer beim Deutschen Judo-Verband der DDR tätig und baute dort nach der Wende die Stilart Shotokan Karate mit aus. Er ist ebenso in Finnland (u. a. in Lahti) wie auch in (West-)Deutschland mehrfach als Mentor für neue Vereinsgründungen aufgetreten. Er hat sich auf das Heranführen von Kindern an seine Kampfkunst spezialisiert und Schüler unter anderem in Dresden, Kamenz Görlitz und Berlin bis zum Trainerabschluss begleitet. Er war ebenso 1984–1989 Landestrainer von Berlin (West).
Kiiskilä ist verheiratet und hat einen Sohn.